# Culloden (Georgia)
Culloden – miasto w Stanach Zjednoczonych, w stanie Georgia, w hrabstwie Monroe.